# Мэдден, Джон (хоккеист)
Джон Мэдден (англ. John Madden; род. 4 мая 1973, Барри, Онтарио, Канада) — профессиональный канадский хоккеист, игравший на позиции центрального нападающего.
На драфте НХЛ не выбирался. 26 июня 1997 года как свободный агент подписал контракт с командой «Нью-Джерси Девилз», в составе которой дважды брал Кубок Стэнли. После играл в «Чикаго Блэкхокс» (стал обладателем Кубка Стэнли в 2010 году), «Миннесоте Уайлд» и «Флориде Пантерз». После сезона 2011/12 завершил карьеру игрока.

## Награды
- Обладатель Кубка Стэнли 2000, 2003 («Нью-Джерси Девилз»), 2010 («Чикаго Блэкхокс»)
- Фрэнк Дж. Селки Трофи, 2001 («Нью-Джерси Девилз»)

## Статистика
```
                                            
                                            --- Regular Season ---  ---- Playoffs ----
Season   Team                        Lge    GP    G    A  Pts  PIM  GP   G   A Pts PIM
--------------------------------------------------------------------------------------
1993-94  U. of Michigan              NCAA   36    6   11   17   14
1994-95  U. of Michigan              NCAA   39   21   22   43    8
1995-96  U. of Michigan              NCAA   43   27   30   57   45
1996-97  U. of Michigan              NCAA   42   26   37   63   56
1997-98  Albany River Rats           AHL    74   20   36   56   40  13   3  13  16  14
1998-99  New Jersey Devils           NHL     4    0    1    1    0  --  --  --  --  --
1998-99  Albany River Rats           AHL    75   38   60   98   44   5   2   2   4   6
1999-00  New Jersey Devils           NHL    74   16    9   25    6  20   3   4   7   0
2000-01  New Jersey Devils           NHL    80   23   15   38   12  25   4   3   7   6
2001-02  New Jersey Devils           NHL    82   15    8   23   25   6   0   0   0   0
2002-03  New Jersey Devils           NHL    80   19   22   41   26  24   6  10  16   2
2003-04  New Jersey Devils           NHL    80   12   23   35   22   5   0   0   0   0
2004-05  HIFK Helsinki               FNL     3    0    0    0    0  --  --  --  --  --
2005-06  New Jersey Devils           NHL    82   16   20   36   36   9   4   1   5   8
2006-07  New Jersey Devils           NHL    74	 12   20   32   14  11   1   1   2   2
2007-08  New Jersey Devils           NHL    80	 20   23   43   26   5   2   1   3   2
2008-09  New Jersey Devils           NHL    76	  7   16   23   26   7   0   1   1   4
2009-10  Chicago Blackhawks          NHL    79	 10   13   23   12  22   1   1   2   4
2010-11  Minnesota Wild              NHL    76   12   13   25   10  --  --  --  --  --
2011-12  Florida Panthers            NHL    31    3    0    3    4   7   0   0   0   0
--------------------------------------------------------------------------------------
         NHL Totals                        898  165  183  348  219 141  21  22  43  26

```